# Naughton (Suffolk)
Naughton ist ein Dorf in Civil Parish Nedging-with-Naughton im District Babergh in der Grafschaft Suffolk, England. Naughton ist 6 km von Hadleigh entfernt. Im Jahr 1931 hatte es eine Bevölkerung von 98 Einwohnern. Aufgrund einer im November 1934 erlassenen Verordnung wurde Naughton zum 1. April 1935 mit dem westlich angrenzenden Nedging zum neuen Parish Nedging-with-Naughton zusammengeschlossen. Die Pfarrkirche ist dem Heiligen Maria gewidmet.